# Arnaud Viard
Arnaud Viard (* 22. August 1965 in Lyon) ist ein französischer Filmschauspieler, Regisseur, Filmproduzent und Drehbuchautor.

## Leben und Wirken
Viard wurde 1965 in Lyon als Sohn der Chirurgen Henri und Bernadette Viard geboren. Er hat vier Geschwister, seine ältere Schwester Virginie ist als Modedesignerin tätig. Seine Jugendzeit verbrachte er in Dijon, bevor er mit 21 nach Paris zog, um dort die Wirtschaftshochschule Institut supérieur de gestion zu besuchen. Nach dem Studium ging er nach London und arbeitete bei Pernod Ricard, außerdem war er in New York tätig.
Mit 26 Jahren kündigte er seinen Job bei einer Werbeagentur und begann ein Schauspielstudium am Cours Florent. Anschließend sammelte er erste Bühnenerfahrungen am Théâtre Mogador, wo er unter Regie von Robert Hossein in Nachtasyl mitspielte. 1994 spielte er seine erste Rolle in dem Fernsehfilm Une nounou pas comme les autres. Es folgten weitere Rollen in verschiedenen Fernsehfilmen und Episodenrollen in Fernsehserien. 2000 veröffentlichte er seinen ersten Kurzfilm, für den er das Drehbuch schrieb, Regie führte und selbst die Hauptrolle spielte. La Fleur à la Bouche wurde auf mehreren Festivals ausgezeichnet. Von 2003 bis 2004 war er Dozent am Cours Florent und gründete mit zwei Freunden die Filmproduktionsgesellschaft Les 1001 Marches, die seinen ersten Langfilm Clara et Moi produzierte. 2008 spielte er eine Hauptrolle in der auf TF1 ausgestrahlten Serie Que du bonheur. 2015 veröffentlichte er seinen zweiten Film in Spielfilmlänge unter dem Titel Arnaud fait son deuxième film, bevor er 2016 an der Seite von Diane Lane und Alec Baldwin in Paris kann warten die Rolle des Jacques Clement spielte. 2019 veröffentlichte er Je voudrais que quelqu’un m’attende quelque part, der dritte Spielfilm unter seiner Regie.

## Filmografie (Auswahl)
Als Schauspieler
- 1994: Une nounou pas comme les autres (Fernsehfilm)
- 1996: Les menteurs
- 1997: Mars ou la terre (Fernsehfilm)
- 1998: Une femme d’honneur (Fernsehserie, Folge 2.02)
- 1999: El Medina – Die Stadt (El Medina)
- 2000: La Fleur à la Bouche (Kurzfilm)
- 2000: Julie Lescaut (Fernsehserie, Folge 8.05)
- 2000: Affaires familiales (Fernsehdreiteiler)
- 2001: Oui, mais…
- 2002: Avocats & associés (Fernsehserie, Folge 7.02)
- 2004: 13/14 (Kurzfilm)
- 2008: Que du bonheur (Fernsehserie, 205 Folgen)
- 2015: Arnaud fait son deuxième film
- 2016: Rechenschaft (Carole Matthieu)
- 2016: Paris kann warten (Paris can wait)
- 2018: Verratenes Glück (Un adultère)
- 2018: Gelobt sei Gott (Grâce à Dieu)
- 2019: Je voudrais que quelqu’un m’attende quelque part
- 2020: Emily in Paris (Fernsehserie)
- 2023: Coup de chance
- 2024: Senna (Fernsehserie)

Als Regisseur
- 2000: La Fleur à la Bouche (Kurzfilm)
- 2004: Clara et moi
- 2010: On bosse ici! On vit ici! On reste ici! (Kurzfilm)
- 2015: Arnaud fait son deuxième film
- 2019: Je voudrais que quelqu’un m’attende quelque part

Als Drehbuchautor
- 2000: La Fleur à la Bouche (Kurzfilm)
- 2004: Clara et moi
- 2015: Arnaud fait son deuxième film
- 2019: Je voudrais que quelqu’un m’attende quelque part